# Алесандра Меле
Алесандра Вотл Меле (Пјетра Лигуре, 5. септембар 2002), позната под мононимом Алесандра, је норвешко-италијанска певачица и текстописац. Такмичила се у седмој сезони серије The Voice – Norges beste stemme (прев. Глас - Најбољи глас Норвешке) 2022. године, достижући етапу емисија уживо. Она ће представљати Норвешку на Песми Евровизије 2023. са песмом Queen of Kings.
Меле је рођена 5. септембра 2002. у Пијетра Лигуреу у Савони од оца Италијана из Албенге и мајке Норвежанке из Статела и одрасла је у Чизану сул Неви. Са дванаест година освојила је пето издање VB Factor, локалног шоуа талената у региону Вал Бормида. Након што је 2021. завршила средњу школу, прво се преселила код баке и деде у Порсгрун, у Норвешкој, пре него што се преселила у Лилехамер, да би студирала на Институту за музичку продукцију и индустрију у Лилехамеру.

## Каријера

### 2022:The Voice Norway
Меле је 2022. била учесница седме сезоне The Voice – Norges beste stemme, норвешке верзије франшизе The Voice. Након слепе аудиције, придружила се тиму тренера Еспена Линда. Елиминисана је у емисијама уживо.
| Наступи и резултати у -у | Наступи и резултати у -у       | Наступи и резултати у -у  | Наступи и резултати у -у     |
| Рунда                    | Песма                          | Оригинални извођач        | Резултат                     |
| ------------------------ | ------------------------------ | ------------------------- | ---------------------------- |
| Слепе аудиције           | " Ја ћу се молити (Прегхеро) " | Гиоргиа feat. Алициа Кеис | Придружио се тиму Еспен Линд |
| Blind Auditions          | I Will Pray (Pregherò)         | Ђорђа са Алишом Киз       | Ушла у тим Еспена Линда      |
| Битке                    | I Just Can't Stop Loving You   | Мајкл Џексон и Сида Герет | Прошла                       |
| Нокаут фаза              | The Moon Is a Harsh Mistress   | Џими Веб                  | Прошла                       |
| Наступи уживо - шоу 1    | One Night Only                 | Deena Jones & the Dreams  | Елиминисана                  |

### 2023:Melodi Grand Prixи Песма Евровизије
Дана 4. јануара 2023., Меле је најављена као један од 21 извођача који ће се такмичити на Melodi Grand Prix 2023, националном финалу Норвешке за Песму Евровизије 2023 . Извела је своју песму Queen of Kings у првом полуфиналу 14. јануара 2023. и била је међу три извођача која су се квалификовала за финале 4. фебруара 2023. У финалу је победила, добила је највише поена и од публике и од међународног жирија, чиме је освојила право да представља Норвешку на Песми Евровизије 2023. у Ливерпулу, у Уједињеном Краљевству. Наступила је у прва у првом полуфиналу 9. маја и квалификовала се у финале. У финалу такмичења је наступила као 20. по реду. Освојила је 5. место.

## Лични живот
У интервјуу за Eurovision Fun, Меле је рекла да је бисексуалка, а њена песма Queen of Kings представља њена искуства као бисексуалне жене.

## Дисцографија

### Синглови
| Наслов | Година | Албум            |
| ------ | ------ | ---------------- |
|        | 2023.  | сингл без албума |